# Diangelo Cicilia
Diangelo Cicilia (* 1971 auf Curaçao, Niederländische Antillen) ist ein in Osaka (Japan) lebender niederländischer Gitarrist.
Aufgewachsen auf Curaçao studierte Diangelo Cicilia zunächst am Konservatorium Rotterdam bei Marin Kaaij, setzte dann sein Studium am Königlichen Konservatorium in Den Haag bei Enno Voorhorts und bei Eliot Fisk am New England Conservatory in Boston fort. Stipendien erhielt er unter anderem von der Prince Bernhard Foundation und dem Fonds voor de Podium Kunsten. 
Er spielt vor allem zeitgenössische Musik, darunter zahlreiche Premieren ihm gewidmeter Kompositionen und setzt sich besonders für die jüngste Generation niederländischer Komponisten ein. Sein äußerst virtuoses Spiel zeichnet sich durch Klangsinn und Sensibilität aus. 
Von der Stiftung Donemus unterstützt, spielte er eine CD mit Werken von Luciano Berio, Frank Crijns, Paul Goodman, Florian Magnus Maier und Jo Sporck ein. Außerdem machte er zahlreiche Rundfunk- und Fernsehaufnahmen, vor allem in den Niederlanden, Nord- und Südamerika sowie Japan.